# Heroveringen
Heroveringen is een historische stripreeks, getekend en ingekleurd door François Miville-Deschênes en geschreven door Sylvain Runberg. De reeks bestaat uit vier delen die in het Nederlands taalgebied tussen 2015 en 2016 werden uitgebracht door uitgeverij Lombard. De stripreeks is vrij geïnspireerd door de oude beschavingen van de Hettieten, Scythen, Cimmeriërs en Sarmaten. 

## Het verhaal
Het verhaal speelt zich af in de oudheid, is gesitueerd in Klein-Azië, en verhaalt over de strijd tussen de Hittieten en een coalitie van Scythen, Cimmeriërs en Sarmaten die zich de Horde van de levenden noemen. De hoofdpersoon is Thusia, een Babylonische geschiedschrijfster die de gebeurtenissen van de horde neerschrijven. Door haar leren we de sterkes en zwaktes kennen van de horde. Ieder volk heeft zijn eigenheid. De Callipeden van koning Marak zijn echte dierentemmers, die het niet bij oorlogsolifanten of beren laten maar ook griffioenen weten te temmen. De Sarmaten van koningin Simissee, zijn net zoals de Amazones een krijgsvolk dat alleen uit vrouwen bestaat, de Cimmeriërs van koning Kymris beschermen de laatste Atlantiden die de horde helpen met hun toverkunst.
De positie van Simissee staat onder druk. De Atlantiden zijn weliswaar bedreven in hun magie, maar het zijn ook vadsige zwijnen die zich tegoed doen aan drank en vrouwen. Koning Marak en Kymris strijden beiden naar de gunsten van Thusia, die zich dit laat welgevallen, maar die ook een eigen agenda lijkt te hebben.

## Albums
| Nummer | Titel                          | Verschenen | Uitgeverij |
| ------ | ------------------------------ | ---------- | ---------- |
| 1      | De horde van de levenden       | 2015       | Le Lombard |
| 2      | De hinderlaag van de Hittieten | 2915       | Le Lombard |
| 3      | Het bloed van de Scythen       | 2015       | Le Lombard |
| 4      | Dood van een koning            | 2016       | Le Lombard |